# Carthaeidae
Carthaeidae xijn een familie van vlinders in de superfamilie Bombycoidea. De naam van de familie is gepubliceerd door Ian Francis Bell Common in 1966.
De familie is monotypisch en omvat slechts de soort Carthaea saturnioides, die voorheen in de familie Geometridae (spanners) werd geplaatst.